# Jean-François Bion
Pour les articles homonymes, voir Bion.
Jean-François Bion (Jean Bion), né à Dijon le 24 juin 1668 et décédé en 1735, est un prêtre catholique devenu ensuite ministre protestant.

## Biographie
Les parents de Jean Bion sont catholiques. Son père est maître tailleur. Après ses études, il est ordonné prêtre (à une date inconnue). D'abord vicaire à Choilley, puis Annay, il est, à partir de 1695 et durant 8 ans curé d'Urcy, près de Dijon. C'est en 1703 qu'il est volontaire pour être aumônier  à bord de la galère  La Superbe, qui servait, entre autres, de prison aux protestants persécutés. 
Il assiste aux mauvais traitements qui leur sont infligés. Dans son livre de témoignage "relation des tourments..." il décrit ainsi une scène de bastonnade : « On sort donc des fers chaque forçat protestant condamné à la bastonnade. On le livre ensuite entre les mains de quatre Mores ou Turcs, qui le dépouillent, le mettent nu et sans chemise, et l'étendent sur le coursier, qui est ce gros canon dont nous avons parlé. Ils lui tiennent les bras et les jambes sans qu'il puisse remuer, à la vue de ce spectacle on voir régner dans toute la galère un silence morne, les plus scélérats détournent les yeux. La victime étant ainsi préparée, le Turc destiné pour faire la fonction de bourreau, armé d'une corde pleine de nœuds ou d'un bâton pliant, croit rendre service à Mahomet en assommant ce pauvre patient. Et quand on lui a levé la chair de dessus les reins, et de dessus les épaules, on lui lave les plaies avec du vinaigre et du sel, on le jette ensuite à la chambre de proue ».
Sa dénonciation des traitements infligés aux réformés l'oblige à s'enfuir à Genève. Il se convertit au protestantisme. Il part ensuite à Londres où il est ordonné selon le rite anglican. Il est affecté à l'église de Chelsea. Il s'installe ultérieurement en Hollande d'où il écrit ou traduit divers ouvrages.

## Publications

### Ses principaux ouvrages sont
- Relation des tourments que l'on fait souffrir aux protestants qui sont sur les galères de France (Londres, 1708 et Genève, Droz, 1966) ;
- Essai sur la Providence et sur la possibilité de la résurrection (1719) ;
- Recherche sur la nature du feu de l'enfer et sur le lieu ou il est situé, traduit de l'anglais de Swiden (Amsterdam, 1728, in-8°), etc.
- Relation exacte et sincère du sujet qui a excité le funeste tumulte de la ville de Thorn, avec une copie de la cruelle sentence prononcée contre les protestants de ladite ville, & le récit de l'exécution barbare de cette sentence & de tout ce qui s'en est ensuivi jusqu'à ce jour ; le tout fondé sur des preuves... qui font voir que la... catastrophe du 7 décembre 1724 est arrivée pour cause de religion & non pas pour cause de rébellion,  Amsterdam

### II a traduit plusieurs ouvrages de l'anglais au français dont
- Traité[3], dans le quel on approfondit: 1. Les funestes suites, que les Anglois & les Hollandois ont a craindre de l'établissement de la Compagnie d'Ostende. 2. On y prouve demonstrativement, que si on laisse subsister cette Compagnie, elle ruinera, non seulement le commerce de la Grande-Bretagne, & celui de la Hollande, mais qu'elle mettra aussi la Maison d'Autriche, en état de se rendre tôt ou tard maîtresse des mers britanniques, & de pouvoir troubler le repos de toute l'Europe. 3. On y propose les moïens dont on doit se servir, & les voyes de fait qu'on est en droit d'emplïer, pour detruire cette Compagnie. ... Traduit de l'Anglois par Mr. Jean Bion, ministre de l'Église Anglicane. Amsterdam, 1726.
- Traité de l'état des morts et des résuscitans ouvrage  de Thomas Burnet, Amsterdam 1731.

## Source partielle
- Larousse du XIXe siècle.
- Pierre M. Colon  Jean-François Bion et sa relation des tourments soufferts par les forçats protestants, Genève Librairie Droz 1966.